# أسمهان بدير الصيداوي
أسمهان بُدير الصيداوي (1944) أديبة وأكاديمية لبنانية. ولدت في بيروت ودرست في جامعة القديس يوسف ثم السوربون في باريس. حصلت على إجازة في الرسم والفنون الجميلة عام 1974، وإجازة في الأدب العربي عام 1980 وأجازة في العلوم الاجتماعية عام 1981،‌ودكتوراه في العلوم الاجتماعية عام 1985. عملت مدرّسة في لبنان، وصحفية وصاحبة دار المتنبّي للنشر في باريس وبيروت ومديرة كلية العربيّة في باريس. لها دواوين الشعرية المحارة 1984 وما زال عالقاً 1986، وتقاسيم على الجراح 1989 ولها أيضا دراسات أدبية.

## سيرتها
ولدت في بيروت عام 1944 وأتمت دراساتها الأولى في لبنان. بعد أن تخرجت من جامعة القديس يوسف انتقلت إلى باريس حيث حصلت على شهادة عليا في الآداب من جامعة السوربون. كملت دراستها الجامعية في الرسم والفنون الجميلة سنة 1974، والأدب العربي في 1980، والعلوم الاجتماعية 1981، ودكتوراه في العلوم الاجتماعية 1985.

اشتغلت بالتدريس الجامعي بعد عودتها إلی لبنان من 1967 حتى 1973 في دار المعلمين والمعلمات الرسمية. عملت کاتبة وصحفية في بعض الصحف اللبنانية. أسست وترأست بعض الحركات النسائية في بيروت وأوروبا وأصبحت رئيسة الاتحاد النسائي العربي في فرنسا، ونائبة رئيسة المرأة المهاجرة في أوروبا ومقرها السويد. وشاركت في عدة نشاطات اجتماعية وندوات ثقافية وعلمية أيضاً.

هي صاحبة دار المتنبي للنشر في باريس وبيروت، ومديرة كلية بيروت العربية في باريس.

تعتبر «شاعرة تفعيلة تنظم في الغزل والوجدان والوطنيات».

## مؤلفاتها
- المحارة: دیوان الشعري، 1984 .
- ما زال عالقاً: دیوان الشعري، 1986 .
- تقاسيم على الجرح: دیوان الشعري، 1989.
- الدلالة الفكرية لحركة الإخوان المسلمين في مصر من سنة 1928 إلى 1970
- في البدء كانت الأنثى
- الازدواجية الوجدانية وتعددية الأبعاد الشاعرية
- غريزة الحياة وتجربة الاتصال: ترجمة.

## وصلات خارجية
- أسمهان بدير: معجبة بالحياة... أحوّل الألم فرحاً والحقد محبة، جريدة الراي